# Pedro Teixeira Albernaz

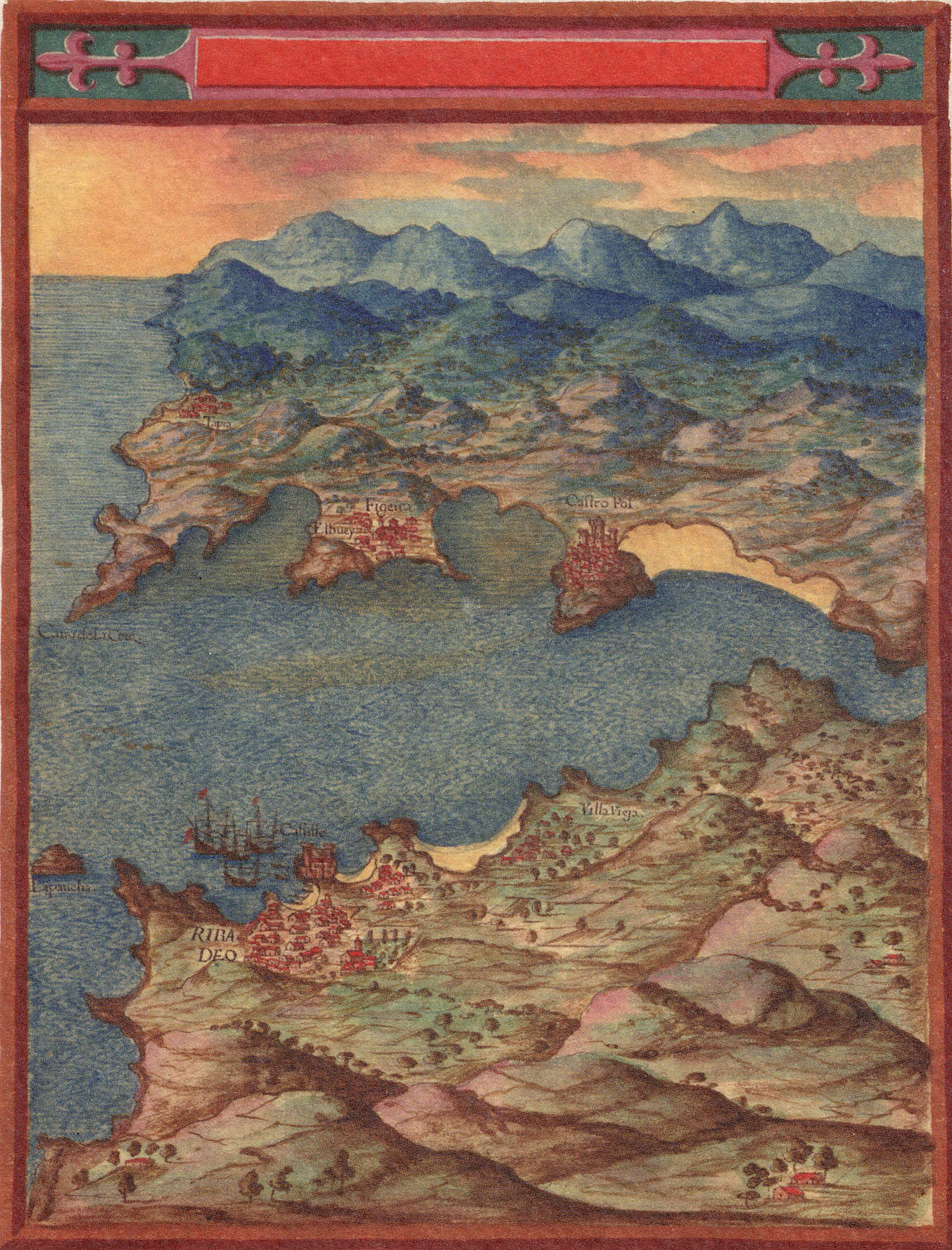
A Ria de Ribadeo segundo debuxo de Pedro Teixeira em 1634

Pedro Teixeira Albernaz (Lisboa, c. 1595 — Madrid, 1662) foi um cartógrafo português a serviço de Filipe IV de Espanha.

## Biografia
Filho de Luís Teixeira e irmão de João Teixeira Albernaz, o velho, trabalhou em Espanha a partir de 1619, quando para lá se dirigiu com seu irmão João Teixeira, a fim de cartografarem os locais constantes da relação de viagem dos irmãos Bartolomeu Nodal e Gonçalo Nodal. Enquanto o seu irmão regressou a Portugal, findo o trabalho, Pedro optou por ficar em Madrid, onde viria a falecer, no mesmo ano em que a sua carta de Portugal foi impressa. Embora a sua produção conhecida seja escassa, sabe-se que desapareceram várias de suas cartas. Entre elas, destaca-se uma que continha a representação do delta do rio Amazonas, para além da descrição da costa de Espanha, da qual existem várias cópias, mas que não incluem as cartas.
Em 1623 encontra-se, com o seu irmão João Teixeira, a examinar João Baptista de Serga.
Dedicou-se principalmente a executar levantamentos topográficos, talvez por influência do mestre, João Baptista Lavanha (1550-1624).

## Obra
- 1621 - Carta dos Estreitos de S. Vicente e Magalhães, em colaboração com seu irmão João Teixeira Albernaz, o Velho;
- 1634 - La descripción de España y de las costas y puertos de sus reinos, atlas manuscrito das costas e portos da Península Ibérica, recentemente descoberto, depositado numa biblioteca em Viena. Apresenta, além da parte espanhola, um mapa do conjunto de Portugal Continental e vinte outros da costa, acompanhados de uma descrição textual.
- 1656 – Topografia de Madrid, com vinte folhas, actualmente na Biblioteca Nacional de França, em Paris;
- 1662 - Descripción del Reyno de Portugal y de los Reynos de Castilla, gravada em Madrid por Marcus de Orozcos em quatro folhas.

Sobre a carta de Portugal nesta última descrição, o cosmógrafo-mor, Manuel de Azevedo Fortes, afirmou:
| “ | não sei que haja neste Reino carta alguma particular de nenhum dos seus bispados; entre as cartas gerais, que há no Reino, a que passa por melhor e mais exacta, é a de Pedro Teixeira que se estampou em Madrid no ano de 1662, a qual (excepto as costas marítimas que se encontram menos mal arrimadas) é tão defeituosa que para o intento presente é o mesmo que se não houvera. | ” |

Embora tenha sido acabada no ano da sua morte, os levantamentos necessários à sua confecção teriam sido executados entre 1622 e 1630, desconhecendo-se a razão de tão longa demora na confecção desta carta, que serviu de modelo a várias cartas de Portugal impressas no estrangeiro.

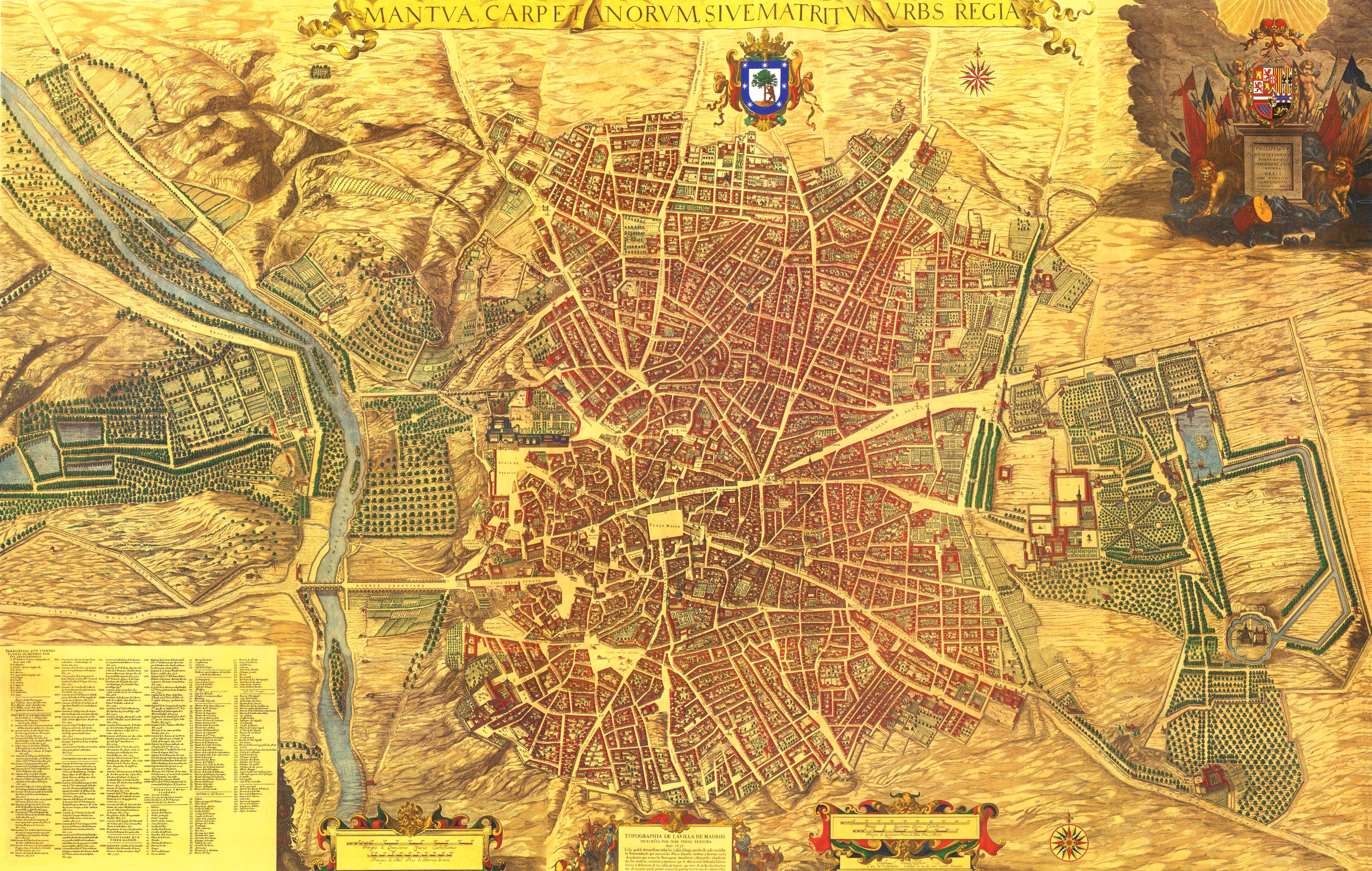
Topografía de Madrid (1656) Mantua Carpetatorum sive Matritum Urbs Regia.
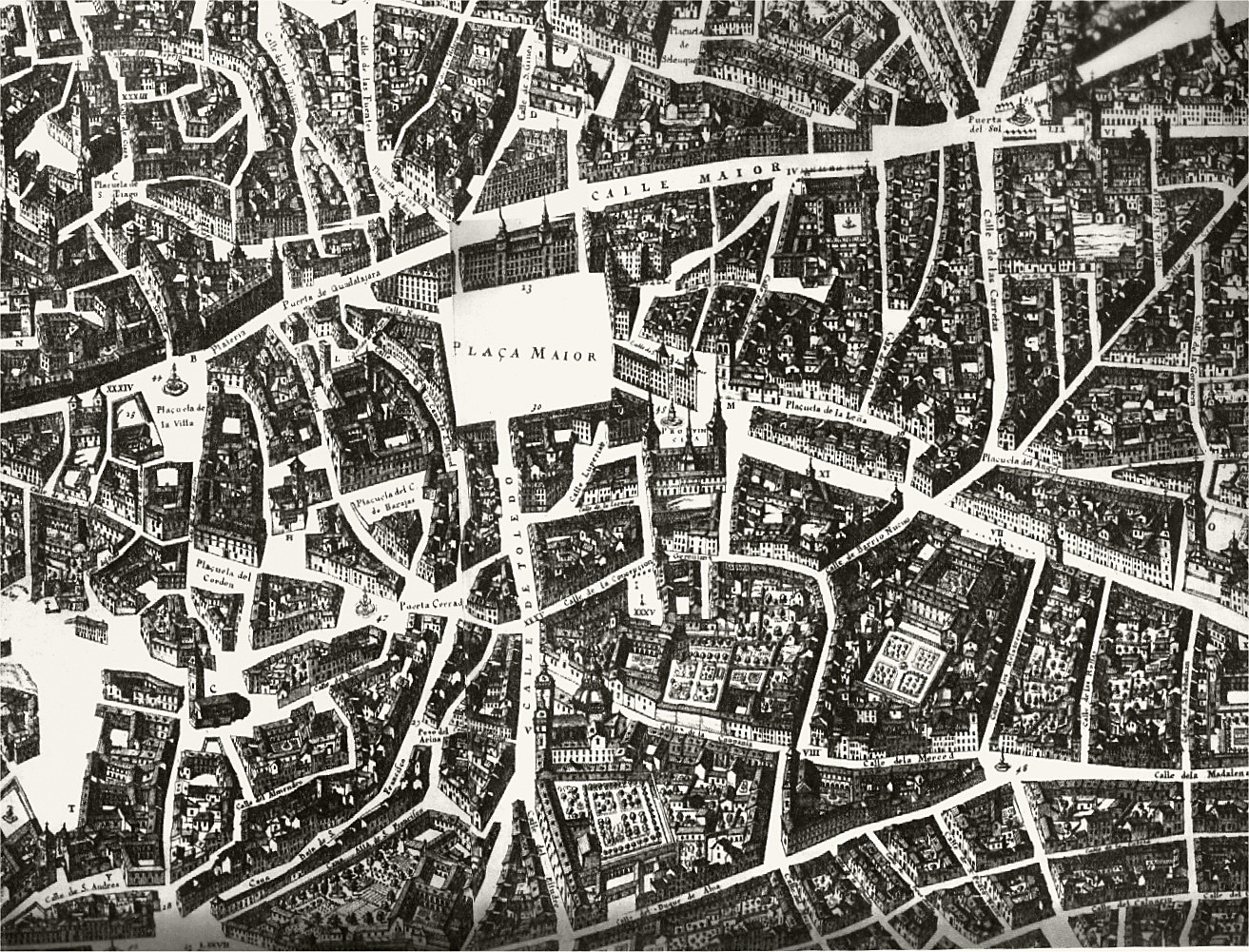
Buen Retiro.
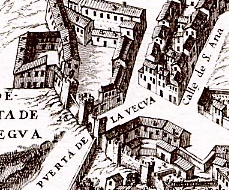
Puerta de la Vega.